# Anastase Germonio
Anastase Germonio, né le 27 février 1551 à Sale (Montferrat) et mort le 4 août 1627 à Madrid, fut un juriste, prélat de l'église catholique, archevêque-comte de Tarentaise de 1608 à 1627.

## Biographie

### Vocation religieuse
Anastase Germonio naît le 27 février 1551 à Sale (près de Ceva dans le marquisat de Montferrat). Issu d'une famille noble, il fait ses études de philosophie et de droit à Turin, où il se lie d'amitié avec Antoine Favre. Il choisit cependant d'entrer dans les ordres et devient curé de Sale.
Cependant, le duc Emmanuel-Philibert de Savoie le fait appeler pour devenir professeur de droit à l'université de Turin. Proche de l'archevêque de Turin, Girolamo della Rovere (1530-1612), il l’accompagne à Rome, en 1586, lorsque celui-ci est élevé au rang de cardinal, où il reste jusqu'en 1608. Ses talents de juristes en droit canonique sont utilisés, sous les papes Innocent IX puis Clément VIII, pour poursuivre les Décrétales.
Le duc de Savoie le fait de nouveau appeler pour intégrer son administration, en échange de quoi il obtient, en 1601, la seigneurie et le marquisat de Ceva, il refuse cependant les évêchés d'Astie et de Saluces. En 1608, il est nommé archevêque-comte de Tarentaise.

### Épiscopat
Malgré le Concile de Trente, la province de Tarentaise n'a pas encore été entièrement réformée dans la tradition tridentine, malgré ses prédécesseurs, le nouvel archevêque entreprend donc de poursuivre ce travail par ses « Acta ». En 1608, il parcourt d'ailleurs tout l'archidiocèse (Beaufortain, Tignes, Val d'Isère) et fait convoquer un synode en 1609. L'année suivante, il entreprend des travaux sur la palais épiscopal, fait construire une digue pour le protéger des débordements de l'Isère et améliore l'écoulement des eaux dans la ville.
Il se lie d'amitié avec François de Sales, avec qui il échange à propos des De auxiliis.
Il est chargé par le duc de Savoie, Emmanuel-Philibert, d'être son ambassadeur auprès du roi Philippe II d'Espagne, le cardinal-archevêque de Turin étant indisponible, entre 1614 et 1616. Il repart à nouveau en 1619 et c'est au cours de cette mission qu'il meurt le 4 août 1627, à L'Escorial, à Madrid.
Le siège est Sede vacante au lendemain de sa mort jusqu'en 1632. Benoît-Théophile de Chevron Villette est nommé  le 16 janvier 1633.

## Œuvres
- (la) De sacrorum immunitatibus, Rome, erede Bartolomeo Zanetti, 1623 (lire en ligne)
- (la) Paratitla super quinque libros Decretalium, Rome, erede Bartolomeo Zanetti, 1623 (lire en ligne)
- De legatis principum et populorum libri tres, Rome, 1627.